# ピラトゥス山

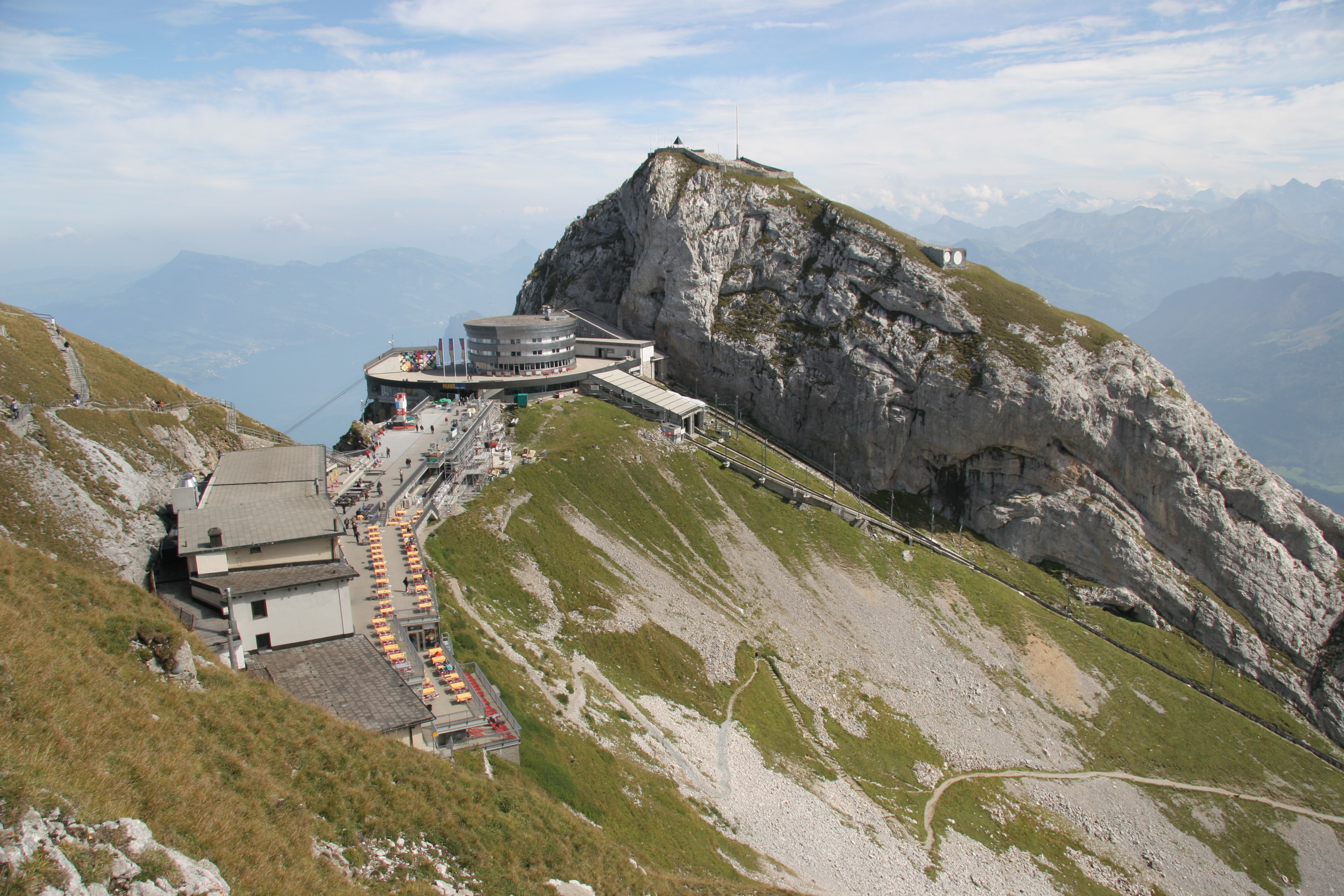

ピラトゥス山（ピラトゥスさん、ドイツ語: Pilatus）は、スイスのルツェルンの近くにある山。オプヴァルデン準州、ニトヴァルデン準州、ルツェルン州に跨っており、山頂はオプヴァルデン準州に属している。複数の山頂を擁し、その中で一番標高が高いのがトムリスホルン (Tomlishorn) の2,132mである。
フィアヴァルトシュテッテ湖（ルツェルン湖）に面するアルプナッハシュタットとピラトゥスの山頂駅となるピラトゥス・クルムを結ぶ登山鉄道（ピラトゥス鉄道）は、傾斜度最大48％（480パーミル）の世界一急勾配のラックレール（ロッハー式）登山鉄道である。運行は5月から11月までで、積雪状況により毎年運行開始と終了日が変わる。
ルツェルン近郊でピラトゥス山北側の麓に位置するクリエンスからも、ピラトゥス・クルムまで空中パノラマ・ゴンドラと空中ケーブルが結んでいる。登山鉄道が運休する冬期でも、クリエンスからのルートを利用して山頂駅まで上がることができる。
ルツェルン〜アルプナッハシュタット間は鉄道または湖船が、ルツェルン〜クリエンス間はバスが運行しているため、夏期はルツェルンから2つの異なるルートを利用して周遊することもできる。
ピラトゥスの山頂駅であるピラトゥス・クルムには、「ホテル・ピラトゥス・クルム」と「ホテル・ベルビュー」の2軒の山岳ホテルがある。「ホテル・ピラトゥス・クルム」は、1890年に建てられた伝統の山岳ホテルで、1999年から州の保全指定建造物になっている。
ピラトゥス・クルムからトムリスホルン山頂までハイキングコースが整備されており、中央スイス地方のプレアルプスやベルナーアルプスをはじめ、数々の湖など360度の眺望が広がる。
クリエンス～ピラトゥス・クルム間の空中パノラマ・ゴンドラと空中ケーブルの乗換駅となるフレックミュンテックには、中央スイス地方で最大規模のザイルパーク、「ピラトゥス・ザイルパーク（ロープパーク）」や、スイス最長、1350ｍの夏ソリ（スライダーコースター）があり、大人から子供まで楽しめる場所として人気を博している。
ピラトゥスの名前はイエスを処刑したとされる古代ローマの司令官、ポンティウス・ピラトゥス（ピラト）にちなんでおり、ピラトゥスの亡霊がたどり着いたという伝説がある。そのため、中世はこの山に登ることは禁じられていた。また、別の伝説には、この山に大昔に竜が住んでいたというものもあり、竜はピラトゥス山のシンボルマークとなっている。